# 디오판토스 근사
디오판토스 근사(Diophantine approximation)는 실수를 유리수로 근사하는 것으로 알렉산드리아의 디오판토스의 이름을 따온 것이다. 분자가 정수이고 분모가 자연수인 분수로는 더 가까운 근사가 불가능할 때 디오판토스 근사라고 한다.

## 같이 보기
- 투에-지겔-로스 정리
- 리우빌 수
- 부분공간 정리
- 리틀우드 추측
- 마르코프 상수